# El regalo de Silvia
Pour plus de détails, voir Fiche technique et Distribution.
El regalo de Silvia est un film espagnol réalisé par Dionisio Pérez, sorti en 2003.

## Synopsis
Silvia, une adolescente, décide de se suicider et de donner ses organes à trois personnes.

## Fiche technique
- Titre : El regalo de Silvia
- Réalisation : Dionisio Pérez
- Scénario : Pilar Gutiérrez, Miguel A. Gómez et Dionisio Pérez
- Musique : Jorge Aliaga
- Photographie : Alfonso Parra
- Montage : José Pedro Andrade dos Santos
- Production : Luis Ángel Ramírez, Xosé Zapata et Rafael Álvarez
- Société de production : Bausan Films, Calatambo Producciones, El Médano Producciones, Imval Madrid, Lorelei Producciones et Televisión de Galicia
- Pays :  Espagne et  Chili
- Genre : Drame
- Durée : 103 minutes
- Dates de sortie : 
  -  Espagne : 18 juillet 2003

## Distribution
- Bárbara Goenaga : Silvia
- Luis Tosar : Carlos
- Víctor Clavijo : Mateo
- Adriana Domínguez : Inés
- María Bouzas : Conchi
- Pablo Galán : Rubén
- Katyna Huberman : Macarena
- Ginés García Millán : Román
- Miguel de Lira : Iñaki
- Víctor Mosqueira : Juan
- Nerea Piñeiro : Rebeca
- Iria Pereira : Laura
- Isabel Naveira : Isabel
- Rosa Álvarez : Rosa
- Fely Manzano : Hortensia
- Rita Cássia : Deisy

## Distinctions
Le film a été nommé au prix Goya du meilleur espoir masculin pour Víctor Clavijo.